# Rosário (Maranhão)
Rosário é um município brasileiro e o 13º mais antigo do estado do Maranhão. Localiza-se no Norte Maranhense, na microrregião homônima. Também faz parte da Grande São Luís. 
É conhecido pela fabricação de cerâmica utilitária e ornamental. Localiza-se a uma latitude 02º56'04" sul e a uma longitude 44º14'06" oeste, estando a uma altitude de 14 metros. Situa-se a 60 km da capital do estado e possui uma área de 685,036 km² sendo que sua população estimada em 2016 era de 42.016 habitantes. É cortado ao meio pelo rio Itapecuru, que em seguida tem sua foz na Baía do Arraial.
O município é sede da Região de Planejamento do Baixo Munim (Lei Complementar 108/2007). Também faz parte da Região Metropolitana de São Luís.

## História
Rosário foi fundada como Itapecuru-Grande, uma pequena povoação na margem esquerda do rio Itapecuru, onde foi construída uma igreja em devoção a Nossa Senhora do Rosário, que servia de freguesia aos moradores e soldados, após a construção do Forte do Calvário em 1620 pelo português Bento Maciel Parente. O forte foi erguido para defesa contra os ataques indígenas, que embaraçavam o cultivo da cana-de-açúcar. 
A ocupação de Rosário foi favorecida pela navegabilidade do rio Itapecuru, pela baía de São José. A Coroa Portuguesa determinou o desenvolvimento da agricultura canavieira, tendo sido construídos dois engenhos de açúcar. Durante o domínio holandês no Maranhão (1641-1644), foram construídos mais cinco engenhos.
Em 1777, o rei de Portugal, por solicitação do governador, determinou a concessão de côngrua ao vigário da freguesia, o que favoreceu a sua exploração.
Em 25 de setembro de 1801, foi criado o distrito de Rosário, por Provisão Régia, subordinado ao município de Itapecuru-Mirim.
Em 1802, a freguesia de Rosário tinha 12.174 habitantes.
Rosário foi elevado à categoria de vila, pela resolução de 19/04/1833, confirmada pela Lei Provincial n° 7, de 29/04/1835.
Em 1866 a igreja matriz da vila de Rosário desabou. Uma nova igreja foi reconstruída entre 1868 e 1871, durante o governo de Augusto Olympio Gomes de Castro. Rosário era a terceira vila ou cidade mais populosa da província, após São Luís e Caxias.
Foi elevado à cidade pela lei estadual nº 654 de 6 de abril de 1915.
Em 1921, foi inaugurada a Ferrovia São Luís-Teresina, que trouxe grandes mudanças para o desenvolvimento urbano do município. 
No período, a produção de algodão ganhou destaque, rivalizando com os outros grandes produtores do estado, como Caxias e Codó. Com a crise do setor, a economia se direcionou para a produção de arroz e exploração do babaçu.
Com a construção da BR-135, distante da sede municipal, ocorreu um isolamento temporário do município, até a construção da MA-402.
Do município de Rosário, foram desmembrados os municípios de Anajatuba (1935), Santa Rita (1994) e Bacabeira (1994).

## Geografia

### Relevo
O seu relevo é modelado em rochas sedimentares antigas, sendo caracterizado por uma  topografia plana e levemente ondulada. A planície litorânea é modelada por agentes e processos marinhos e fluvio-marinhos que dão origem às praias, mangues, vasas, pântanos e apicuns. Na área de fluxo indireto, ocorrem os pântanos e campos inundáveis.

### Clima
O clima do município é o tropical úmido, com precipitações anuais que variam de 1.600 a 2.400 mm ao longo dos meses de janeiro a junho e estiagem de julho a dezembro. A temperatura média anual de 27°C, sendo o período mais quente de outubro a novembro.

### Vegetação
A vegetação compreende os ecossistemas de cerrado e mata dos cocais, que é uma vegetação de transição entre o cerrado e a Amazônia, com elevado processo de degradação pela ação antrópica, além da mata ciliar. No litoral, o mangue é a principal forma de vegetação.
Rosário está inserido na Área de Proteção Ambiental de Upaon-Açu-Miritiba-Alto Preguiças.

### Hidrografia
O município está inserido na bacia hidrográfica do rio Itapecuru, na região do seu baixo curso, desaguando na baía de São José, com a foz do rio se localizando em Rosário. Outros rios e riachos do município são: da Volta, Olho d’Água, Rosarinho, Ferrugem, Seco, Taquari, do Meio e Piranji, além da lagoa Grande.

### Demografia
De acordo com o Censo Demográfico de 2010, 75,66% da população do município é católica romana e 16,69% evangélica.
Em 2022, 66,5% da população vivia na zona urbana e 33,5% na zona rural.
Em 2022, 73,6% da população era parda, 14,7% era branca e 11,4% era preta.

## Economia
O PIB do município em 2021 era de R$ 443.240.328 (43º maior do estado), sendo dividido entre Administração, defesa, educação e saúde públicas e seguridade social (40,28%), Demais Serviços (43,56%), Indústria (13,18%) e Agricultura (2,99%).

## Infraestrutura

### Transportes
Na cidade de Bacabeira, há um entroncamento e um viaduto, entre a BR-135 (já duplicada no trecho do Campo de Perizes) e a BR-402, que dá acesso ao município de Rosário e a Barreirinhas e os Lençóis Maranhenses.
O município também é cortado pela Ferrovia São Luís-Teresina, na ligação com a capital São Luís. O transporte de passageiros pela ferrovia já não é mais realizado desde 1991, ficando esta restrita ao transporte de cargas.

### Educação
Em 2012, Rosário tinha 55 escolas municipais e 10 escolas estaduais. Também, há um campus avançado do Instituto Federal do Maranhão. Há somente faculdades particulares em Rosário.

### Saúde
O Hospital Municipal de Rosário é o principal estabelecimento de saúde.

## Turismo e cultura
Como atrações turísticas, tem destaque as festas de Nossa Senhora do Rosário, padroeira do município, São Simão, São Miguel e do Divino Espírito Santo.
Na quarta-feira de cinzas, ocorre a Festa da Micarroça, marcada por um desfile de todas as carroças da cidade, as quais saem ornamentadas e acompanhadas com música e desfile de jovens.
As ruínas do Forte do Calvário são outra atração do município.
A antiga estação ferroviária do município passou por obras de restauração e requalificação urbana, tendo sido inaugurado o Complexo Ferroviário de Rosário em 2019, contando com espaços de exposição sobre a história e o Patrimônio Cultural de Rosário, uma biblioteca e salas para o desenvolvimento de atividades administrativas, cinema/auditório com capacidade para 83 lugares, salas de aulas e ateliês para realização de cursos, com espaço para lanchonete e bancas para venda de produtos artesanais da região.  
As principais manifestações folclóricas são o bumba-meu-boi sotaque de orquestra, tambor de crioula, dança do lelê, quadrilha, dança portuguesa e cacuriá.